# Preis für Popkultur 2019
Der Preis für Popkultur 2019 war die vierte Verleihung des deutschen Musikpreises. Der Preis wird vom Verein Förderung der Popkultur e.V. verliehen.
Die Veranstaltung fand zum vierten Mal im Tempodrom in Berlin statt. Moderatoren waren Vassili Golod, Claudia Kamieth und Jan Kawelke. Zum Rahmenprogramm gehörten Liveauftritte von  Amilli, Ebow, Kadavar, Alli Neumann und Ilgen-Nur.
Den Preis für sein Lebenswerk erhielt Alfred Hilsberg. Die Laudatio hielt Jochen Distelmeyer.

## Gewinner und Nominierte
| Lieblings-Solokünstlerin | Lieblings-Solokünstler |
| --- | --- |
| Sophie Hunger – Molecules - Alice Merton – Mint - Haiyti – Perroquet - Lary – Hart fragil - Mine – Klebstoff | Dendemann – da nich für! - Bosse – Alles ist jetzt - Chilly Gonzales – Solo Piano III - Fatoni – Andorra - Nils Frahm – Encores 2 - Tua – Tua |
| Lieblingsband | Lieblingsproduzent |
| Deichkind – Richtig gutes Zeug - AnnenMayKantereit – Schlagschatten - Gurr – She Says - Leoniden – Again - Seeed – Ticket | Kitschkrieg – 5 Minuten - Kat Frankie – Saudade (KEØMA) - Max Rieger – für Ilgen-Nur, Die Nerven, Drangsal - The Krauts – da nich für! (Dendemann) - Tua – Tua |
| Lieblingsalbum | Lieblingslied |
| Dendemann – da nich für! - Fatoni – Andorra - Marteria & Casper – 1982 - Mine – Klebstoff - Tua – Tua | Deichkind – Richtig Gutes Zeug - Kitschkrieg feat. Cro, AnnenMayKantereit & Trettmann – 5 Minuten - Casper feat. Drangsal – Keine Angst - Juju & Henning May – Vermissen - Kummer – 9010 - Mine – 90 Grad |
| Lieblingsvideo | Beeindruckendste Live-Performance |
| Deichkind – Wer sagt denn das? - Deichkind – Richtig gutes Zeug - Dendemann – Keine Parolen - Fatoni – Clint Eastwood - Rammstein – Deutschland | K.I.Z – Nur für Frauen – Live at the Max-Schmeling-Halle - Beatsteaks – Abschied in der Parkbühne Wuhlheide - Drangsal – Huxleys Neue Welt Berlin - Marteria – Live im Ostseestadion Rostock - Rammstein – Olympiastadion Berlin am 22. Juni 2019 |
| Hoffnungsvollste*r Newcomer*in | Schönste Geschichte |
| Giant Rooks – Wild Stare EP - Alli Neumann – Monster EP - Ilgen-Nur – In My Head - Mia Morgan – Gruftpop EP - OG Keemo – Skalp | Rezo – Die Zerstörung der CDU - Anja Rützel (Spiegel.de) – Und wie lit ist dein Avocadotoast - Daniela Ammermann (Diffus, Deepdive) – Shirin David: Warum der Hass gegen sie ungererechtfertigt ist - Klaus Fiehe (1Live) – Deutscher Schlager meets Einstürzende Neubauten. Fiehes musikalische Empfehlung zu Rammstein! - Y-Kollektiv – Der Rap Hack |
| Spannendste Idee / Kampagne | Gelebte Popkultur |
| Joko & Klaas gegen ProSieben – 15 Minuten Sendezeit (Sea Watch, Berliner Stadtmission, Birgit Lohmeyer/Jamel) - #RKELLYSTUMMSCHALTEN – Sexualverbrechen keine Bühne geben - wir sind mehr - Fynn Kliemann – Nie - Internationales Begegnungszentrum St. Marienthal – Kein Bier für Nazis | Wir sind mehr - Blue Shell – 40 Jahre Blue Shell in Köln - Aufbau Immergut – Für Musik und Haltung von morgen - Mitra Kassai – Oll Inklusive - Record Store Day - 3sat – ZDF@Bauhaus – Moderiert von Jo Schück |
| Preis für sein Lebenswerk | |
| Alfred Hilsberg | |